# Смит, Сидней (снукерист)
Си́дней Смит (англ. Sidney Smith; 1908—1990) — английский профессиональный игрок в снукер.
10 декабря 1936 года сделал первый тотал-клиренс в 133 очка на выставочном матче, который, однако, остался практически незамеченным. Сидней дважды был финалистом чемпионата мира (в 1938 и 1939 годах), но оба раза уступал Джо Дэвису, со счётом 24:37 и 30:43 соответственно.
В 1948 году Смит стал чемпионом Великобритании по профессиональному бильярду.
В 1952 году Сидней Смит выиграл турнир по снукеру News of the World Championship.